# هیلل کوناته
هیلل کوناته (انگلیسی: Hillel Konaté؛ زادهٔ ۲۸ دسامبر ۱۹۹۴) بازیکن فوتبال است.
وی همچنین در تیم ملی فوتبال Ivory Coast U17 بازی کرده‌است.